# 経済社会総合研究所
経済社会総合研究所（けいざいしゃかいそうごうけんきゅうじょ、英: Economic and Social Research Institute, ESRI）は、内閣府の施設等機関の一つ。内閣府のシンクタンクとして理論と政策の橋渡しを担う。
主な任務は、経済活動や経済政策、社会活動等に関わる理論研究や実証研究、及び政策研究、経済財政諮問会議の審議に資する研究、また政策研究を担う人材の育成、研修等である。
国内総生産（GDP）統計等、国民経済計算（SNA: System of National Accounts）の推計作業を行い、四半期毎のGDP速報（QE: Quarterly Estimates）や年度毎の確報の公表、景気動向指数（DI）等の景気動向統計の作成と公表を行う。刊行物は『季刊国民経済計算』など。
2001年1月、中央省庁再編のとき、経済企画庁経済研究所の機能や規模を拡充して発足した。

## 組織
- 名誉所長（清家篤）
- 所長（増島稔）
- 次長 
  - 総務部 - 総務課、会計課
  - 総括政策研究官 - 上席主任研究官、主任研究官
  - 情報研究交流部 - 研究交流官
  - 景気統計部
  - 国民経済計算部 - 企画調査課、国民支出課、国民生産課、分配所得課、国民資産課、価格分析課、地域・特定勘定課
  - 経済研修所 - 総務部、研修企画官

## 法的地位
- 中央省庁等改革基本法
第12条6 経済企画庁に置かれている試験研究機関は、内閣府に移管し、内閣府の内部部局と連携して機能するようにするものとする。
- 内閣府本府組織令
第43条 経済社会総合研究所（以下この条において「研究所」という。）は、次に掲げる事務をつかさどる。
一　経済活動及び社会活動についての経済理論その他これに類する理論を用いた研究（大学及び大学共同利用機関におけるものを除く。）を行うこと。
二　国民経済計算の体系の整備及び改善を行うこと。
三　国民経済計算を作成すること。
四　本府の所掌事務に関する研修を行うこと。